# Panamasmaragd
Panamasmaragd (Chlorostilbon assimilis) är en fågel i familjen kolibrier.

## Utbredning och systematik
Fågeln förekommer i sydvästra Costa Rica och i Panama inklusive på ön Coiba och Pärlöarna. Den behandlas som monotypisk, det vill säga att den inte delas in i några underarter.

## Status
Arten har ett stort utbredningsområde och beståndet anses vara stabilt. Internationella naturvårdsunionen IUCN listar den därför som livskraftig (LC). Beståndet uppskattas till i storleksordningen 50 000 till en halv miljon vuxna individer.